# Klasztorek
Klasztorek (do 31 grudnia 2002 Klasztorne, niem. Klösterchen) – wieś w Polsce położona w województwie pomorskim, w powiecie kwidzyńskim, w gminie Gardeja, na wąskim przesmyku lądowym pomiędzy jeziorami Klasztornym i Leśnym. 
W latach 1975–1998 miejscowość administracyjnie należała do województwa elbląskiego. 1 stycznia 2003 nastąpiła zmiana nazwy z Klasztorne na Klasztorek.

## Zabytki
- U nasady półwyspu relikty XIV wiecznego zameczku lub klasztoru w miejscu słowiańskiego grodziska z XI wieku[4][5].
- W pobliżu wsi pozostałości cmentarza ewangelickiego[6].